# Hohenstaufen Beatrix német-római császárné
Hohenstaufen Beatrix (1198 –  1212. augusztus 11.) német-római császárné, IV. Ottó német-római császár első felesége. Ő volt a legrövidebb ideig hatalmon lévő német-római császárné, mivel mindössze három héttel a házasságkötése után elhunyt.

## Születése
1198 áprilisában vagy júniusában született, a Német Királyságban, Worms városában, Hohenstaufen Fülöp német király és Angelosz Irén bizánci császári hercegnő első leányaként. A szülők 1197. május 25-én házasodtak össze. Apai nagyszülei I. Frigyes német-római császár és Ivreai Beatrix burgundiai grófnő, anyai nagyszülei II. (Angelosz) Izsák bizánci császár és első neje, Herina voltak. Hat testvére született, akik közül Rajnald és Frigyes csecsemőként elhunyt, húgai közül Kinga 1200(?)-tól 1248. szeptember 13-ig, Mária 1201. április 3-tól 1235. március 29-ig, Erzsébet pedig 1203-tól 1235. november 5-ig élt.

## Eljegyzése
1198. március 6-án Beatrix apját választották meg német királlyá. 1198. március 29-től Beatrix leendő férje, Ottó lépett fel német trónigénnyel, aki akkor még csak római király volt. A két rivális uralkodó párharca Fülöp haláláig tartott. IV. Ottó ezen a ponton elveszítette két addigi, fontos szövetségesét, III. Ince pápát és Földnélküli János angol királyt is, továbbá fel kellett adnia a Brunszvik tartomány közelében elterülő, örökölt birtokait. Ennek ellenére, furcsa mód, jól jött számára apósa hirtelen halála, ugyanis így már csak IV. Ottó maradhatott a német király, egyedül, vetélytárs nélkül. Ottó ugyanakkor jól tudta, hogy még mindig maradtak olyan befolyásos nemesek, akik mindig is a Hohenstaufen-házzal szimpatizáltak, így elhatározta, nőül veszi Fülöp legidősebb élő örökösét, Beatrixot. A Welf- és a Hohenstaufen-dinasztia egyesülését tehát egy igen előnyös házassági szerződéssel pecsételték meg a felek, s IV. Ottó hivatalosan is eljegyezte a még kiskorú Beatrix hercegnőt.
1208. június 21-én Hohenstaufen Fülöp merénylet áldozata lett, két hónap múlva pedig özvegye világra hozta legkisebb közös gyermeküket, egy lányt, aki a Beatrice nevet kapta, ám hamarosan meghalt mind az anya, mind pedig a csecsemő, nyilván gyermekágyi láz következtében. Fülöp merénylője VII. Ottó gróf volt a Wittelsbach-dinasztiából. Az tervezte, hogy a néhai Fülöp egyik leányát elvéve hozzájusson annak címeihez és birtokaihoz is, de ajánlatát elutasították. 1208. november 11-én IV. Ottót Frankfurtban ismét megválasztották német királlyá, s akkorra már a nemrég lezárult polgárháború mindkét részt vevő dinasztiája (a Welf-dinasztia és a Hohenstaufen-dinasztia) őt támogatta törvényes uralkodójaként. 1209. október 4-én Ottót német-római császárrá koronázta III. Ince pápa.

## Házassága és halála
A 10 éves korára teljesen elárvult Beatrix 1212. július 22-én hozzáment az akkor már körülbelül 37 esztendős IV. (Welf) Ottó német-római császárhoz, ám frigyük igen rövid életűnek bizonyult. Beatrix ugyanis 1212. augusztus 11-én egy hirtelen betegség következtében a türingiai Nordhausenben meghalt. Az alsó-szászországi Braunschweigben helyezték végső nyugalomra.